# Lars Elstrup
Lars Dahl Elstrup (ur. 21 marca 1963 w Råby) – duński piłkarz grający na pozycji napastnika.

## Kariera
Od 1981 roku grał w barwach Randers SK Freja, z którym występował w drugiej i trzeciej lidze. Po 5 sezonach spędzonych w Koniach przeniósł się do Brøndby IF. Szybko złapał poważną kontuzję i do gry powrócił dopiero w końcówce sezonu, zdążył jednak zaliczyć 7 występów i strzelić 2 bramki. W 1987 roku na kupno zawodnika zdecydował się holenderski Feyenoord. Spędził w tym klubie dwa lata, nie strzelił jednak wielu bramek i powrócił do Danii.
W barwach Odense BK – nowego klubu w karierze został wicekrólem strzelców ligi, zadebiutował także w reprezentacji Danii w wygranym 2-1 meczu ze Szwecją. Po raz kolejny pojawiły się oferty gry poza granicami Danii, najkonkretniejszą złożyło Luton Town. W jego barwach Elstrup występował przez dwa sezony w Division One.
Z powodu rywalizacji o miejsce w składzie (jego angielski klub miał wielkie aspiracje i zaklepywał transfery kolejnych zawodników) zdecydował się na powrót do byłego klubu z Odense. W 1992 został przez trenera Richarda Møllera Nielsena powołany do kadry na EURO 92'. Na imprezie zagrał dwa mecze, strzelił, jak się okazało, decydującą o awansie z grupy bramkę na 2-1 w meczu z Francją, miał więc udział w ostatecznym zwycięstwie w turnieju Skandynawów.
Karierę zakończył niespodziewanie rok później, w dość niespotykanych okolicznościach. W kadrze miał na koncie 34 mecze, strzelił w nich 13 bramek.
| Sezon   | Klub             | Kraj     | Rozgrywki    | Mecze | Bramki |
| ------- | ---------------- | -------- | ------------ | ----- | ------ |
| 1981    | Randers SK Freja | Dania    | 2. division  | 22    | 11     |
| 1982    | Randers SK Freja | Dania    | 2. division  | 25    | 7      |
| 1983    | Randers SK Freja | Dania    | 3. division  | 30    | 13     |
| 1984    | Randers SK Freja | Dania    | 2. division  | 30    | 13     |
| 1985    | Randers SK Freja | Dania    | 2. division  | 29    | 15     |
| 1986    | Brøndby IF       | Dania    | 1. division  | 7     | 2      |
| 1986/87 | Feyenoord        | Holandia | Eredivisie   | 34    | 4      |
| 1987/88 | Feyenoord        | Holandia | Eredivisie   | 31    | 5      |
| 1988    | Odense BK        | Dania    | 1. division  | 16    | 14     |
| 1989    | Odense BK        | Dania    | 1. division  | 12    | 3      |
| 1989/90 | Luton Town       | Anglia   | Division One | 23    | 4      |
| 1990/91 | Luton Town       | Anglia   | Division One | 37    | 15     |
| 1991/92 | Odense BK        | Dania    | Superligaen  | 18    | 12     |
| 1992/93 | Odense BK        | Dania    | Superligaen  | 26    | 12     |